# مصر في الألعاب البارالمبية الصيفية 2020
تشارك مصر في الألعاب البارالمبية الصيفية 2020 في طوكيو باليابان، خلال الفترة الممتدة من 25 أغسطس إلى 6 سبتمبر.

## جدول الميداليات
| الميدالية | الاسم           | الرياضة | المنافسة | التاريخ  |
| --------- | --------------- | ------- | -------- | -------- |
| فضية      | شريف عثمان      |         |          | 27 أغسطس |
| فضية      | رحاب أحمد       |         |          | 27 أغسطس |
| فضية      | محمود عطية      |         |          | 28 أغسطس |
| فضية      | فاطمة عمر       |         |          | 28 أغسطس |
| فضية      | محمد الزيات     |         |          | 2 سبتمبر |
| برونزية   | محمد صبحي       |         |          | 28 أغسطس |
| برونزية   | هانى عبد الهادى |         |          | 29 أغسطس |